# Тура, Аньоло ди
Аньоло ди Тура, известный также как Анджело иль Грассо, или «Дородный» (итал. Agnolo di Tura, Angelo di Tura il Grasso) — итальянский хронист, летописец XIV века из Сиены, переживший вторую в мировой истории пандемию чумы (Чёрная смерть), пик которой пришёлся на 1346—1353 годы и подробно описавший течение болезни. Автор «Хроники Сиены» (итал. Cronaca Senese Detta la Maggiore).

## Биография
В молодости, подобно своему отцу, трудился сапожником, со временем сделавшись сборщиком налогов. Женился на женщине более высокого социального статуса по имени Николуччия, от которой имел пятеро детей.
Продолжил «Сиенскую хронику», составлявшуюся на местном диалекте народного староитальянского языка его предшественником Андреа Деи. 
Хроника охватывала события местной и отчасти итальянской истории с середины XII века до 1353 года. Основными источниками для неё послужили латинские «Сиенские анналы» (лат. Annales Senenses), составлявшиеся здесь с начала XII века по инициативе епископа Райнерия (1129—1170) и впервые изданные в 1850 году в Париже историком Антуаном Фредериком Озанамом.
Наиболее информативными и исторически ценными являются сообщения хроники за 1348—1353 годы, когда в центре внимания автора находятся события «Чёрной смерти», унёсшей жизни многих горожан Сиены.  
И жена, и всё пятеро детей самого Аньоло ди Тура также были унесены эпидемией. Очевидец трагедии, сам он пишет об этом событии так:

«Все умершие были брошены в канавы и засыпаны землёй. Как только эти канавы были заполнены, выкапывались новые. А я, Аньоло ди Тура, прозванный дель Грассо, своими собственными руками похоронил пятерых моих детей. И так много людей погибло, что все верили, что это конец света.»
В другом тексте он писал:

 «Все граждане мало чем занимались, кроме того, что носили трупы для захоронения […]. В каждой церкви они выкапывали глубокие ямы до уровня грунтовых вод; таким образом, те, кто был беден и умер ночью, быстро собирались в бросались в яму. Утром, когда в яме набиралось большое количество тел, они брали немного земли и покрывали её поверх них, а затем другие помещались поверх них, а затем — ещё один слой земли, просто — как делают лазанью со слоями пасты и сыра.»
Сам Аньоло сумел пережить чуму и позже вступил во второй брак, поправив своё положение. По документам Государственного архива Сиены, в 1355 года служил сборщиком податей в местном казначействе «Биккерна».
Его хроника продолжена была до 1381 года сиенским торговцем-старьёвщиком Донато ди Нери.